# Hønseracer
hønseracer er grupper af høns, der er fremavlet med ensartede arvelige egenskaber. De fleste racer er fremavlet bevidst ud fra en mere eller mindre veldefineret standard, men andre, de såkaldte landhøns, er opstået mere tilfældigt i de gamle landbrugssamfund.
Der er gennem tiden fremavlet mange forskellige racer af høns til forskellige formål.

## Udstilling
Man opdeler hønseracer i fem grupper til udstillingsbrug: Urdværge, fordværgede racer, lette racer, mellemsvære racer og svære racer.

### Urdværge
Racer på under 1 kg der er fremavlet direkte som dværge.
- Antwerpener Skæghøns
- Hollandske dværge
- Sebright
- Ukkelse Skæghøns

### Fordværgede racer
Racer på under 1 kg der er fremavlet ved nedkrydsning af større racer.
- Dværg Wyandotte

### Lette racer
Racer på 2-3 kg. Ofte glimrende æglæggere.
- Altsteirer
- Ancona
- Andalusier
- Annaberger
- Appenzeller Skæghøns
- Appenzeller (spidstoppede)
- Ardenner
- Ayam Cemani
- Bergischer Kräher
- Brakel
- Campiner
- Danske landhøns
- Dresdner
- Friesen
- Frizzle
- Hamborger
- Italiener
- Kastilianer
- Kraienköppe
- La Bresse
- Lakenfelder
- Luttehøns
- Minorka
- Norske Jærhøns
- Nøgenhalse
- Paduaner
- Polverara
- Rheinländer
- Sicilianer
- Skånske Blomsterhøns
- Spanier
- Sumatra
- Svenske Åsbo
- Thüringer Skæghøns
- Tjekkiske Landhøns
- Toppede Hollændere
- Vorwerk
- Yamato Gunkei
- Yokohama
- Østfrisiske Möwen

### Mellemsvære racer
Racer på 3,5 til 4 kg.
- Amrock
- Barnevelder
- Houdan
- La Flèche
- Maran
- New Hampshire
- Niederrheiner
- Orloff
- Plymouth Rock
- Rhode Island Red, RIR
- Sulmtaler
- Sundheimer
- Sussex
- Welsumer
- Wyandotter

### Svære racer
Racer på 4 kg og opefter.
- Amarela
- Australorps
- Brahma
- Croad Langshan
- Dorking
- Faverolles
- Jersey Kæmper
- Kochin
- Langshan
- Malayer
- Orpington
- O-Shamo
- Scots Grey

## Funktion
Hønseracer er ofte oprindeligt fremavlet til at opfylde en bestemt funktion, typisk i den før-industrielle husholdning. Blandt andet derfor kaldes de lette racer ofte også for æglæggere, de mellemsvære racer for kombinationsracer og de svære racer for kødracer.

### Kamphøns
- Amerikanske kamphøns
- Aseel, bruges stadig til hanekamp i Asien.
- Gamle Engelske Kamphøns
- Indiske kamphøns
- Madras Aseel
- Moderne Engelske Kamphøns, nu mest til pryd og hygge.

### Prydhøns
- Fønix
- Silkehøns
- Sultan

### Æglæggere
- Ægyptisk fayoumi
- Bohuslän-Dals sorthøns

## Hybrid/blandingshøns og krydsningshøns
En del navngivne hønsetyper i handlen er ikke racehøns, men krydsninger mellem nøje udvalgte linjer. Sådanne høns kaldes hybrider/blandingshøns.
F.eks. Bilefelder, Grønlægger, Burford Brown, Allen Setter, Hellevadhønen, Lohmann Brown, ISA Brown